# Beniamino (film)
Beniamino (Benji) è un film statunitense del 1974 prodotto, scritto e diretto da Joe Camp.

## Trama
Un cane meticcio è il beniamino, di nome e di fatto, di Cinzia e Paul, due fratellini la cui madre, però, non vuole, per motivi d'igiene, accogliere l'animale in casa propria. Un giorno i due bambini vengono rapiti e condotti in una casa abbandonata da due malviventi che non si aspettano certo che il rudere sia anche il rifugio di Beniamino. L'intelligente bestiola interviene così in difesa dei suoi piccoli amici, riuscendo a farli liberare e a guadagnarsi, con la sua impresa, il diritto di vivere finalmente con loro.

## Riconoscimenti
- Golden Globe 1975: migliore canzone (Benji's Theme (I Feel Love))
- Nomination all'Oscar per la migliore canzone per Benji's Theme (I Feel Love)